# Mike Ahern
Pour les articles homonymes, voir Ahern.
Michael John Ahern, dit Mike Ahern, né le 2 juin 1942 à Maleny et mort le 11 août 2023 à Caloundra, est un homme politique australien, membre du Parti national du Queensland qui a été le 32e premier ministre du Queensland de décembre 1987 à septembre 1989. 
Après une longue carrière dans le gouvernement de Sir Joh Bjelke-Petersen, Mike Ahern est devenu son successeur au milieu de la controverse suscitée par la Commission d'enquête Fitzgerald sur la corruption officielle. Le style consensuel d'Ahern et sa modération politique contrastaient fortement avec le style de direction de Bjelke-Petersen, mais il ne put échapper à la division et aux conflits causés par la chute de son prédécesseur.

## Biographie

### Jeunesse
Comme la plupart des hommes politiques du Parti national, Mike Ahern avait des origines rurales. Son père, Jack Ahern, a été un membre actif du Country Party (l'ancien nom du Parti national) à Landsborough et a été directeur de campagne du premier ministre Sir Frank Nicklin. De 1964 à 1967, il a été président du Country Party. Michael Ahern est né à Maleny, au Queensland et a fait ses études au Collège Downlands, à Toowoomba. Il a ensuite étudié l'agronomie à l'Université du Queensland et, par la suite, est devenu membre actif des jeunes du Country Party. Il a été président des jeunes de son parti au niveau du Queensland en 1967 et vice-président national en 1968, ainsi que vice-président junior du Country Party. Il a pris Nicklin comme mentor politique et, quand Nicklin a pris sa retraite en 1966, Ahern a été désigné pour lui succéder dans son électorat de Landsborough. Il a été élu à l'Assemblée législative du Queensland en 1968 et a été le plus jeune membre de son groupe au Parlement pendant près de vingt ans.

### Carrière parlementaire
Lorsque Jack Pizzey, le successeur de Nicklin, meurt, les perspectives d'avenir de Mike Ahern subirent un sérieux revers lorsque le rusé conservateur Joh Bjelke-Petersen fut élu président du Country Party. Bjelke-Petersen considérait Ahern avec une méfiance non dissimulée. Celle-ci était fondée en partie sur la proximité d'Ahern avec Nicklin, que Bjelke-Petersen avait mal ressenti, en partie sur la jeunesse et l'intelligence d'Ahern et, en partie, sur le catholicisme d'Ahern, désagréable à Bjelke-Petersen, fils d'un prédicateur luthérien. Bjelke-Petersen était déterminé à contrecarrer les ambitions d'Ahern à entrer au gouvernement. Ahern y échappa par une promotion à deux reprises durant les années 1970. 
Mike Ahern a été choisi comme whip du Parti national en 1972. Il fait pression pour que le Queensland crée un système de commissions parlementaires sur le modèle du Parlement du Canada. Face à l'opposition de Bjelke-Petersen à un tel système, il réussit tout de même à voir créer une commission de délégués législatifs et une commission des privilèges, dont il est devenu président. 
Mike Ahern s'est trouvé une fois de plus en désaccord avec Bjelke-Petersen en tant que président du Comité spécial sur l'éducation. Le ministère de l'Éducation du Queensland qui avait proposé des ajouts de cours d'éducation sexuelle au programme scolaire, s'est heurté à l'opposition des fondamentalistes. Bjelke-Petersen a immédiatement interdit les cours mais, face à une réaction de protestation de l'Union des enseignants du Queensland et ses organismes scolaires de l'État, le gouvernement a nommé une commission parlementaire présidée par M. Ahern pour étudier le problème. Ahern a appuyé la recommandation d'intégrer l'éducation sexuelle au programme scolaire mais il était prévisible que Bjelke-Petersen y opposerait son veto. Néanmoins, le rapport final du Comité fut finalement approuvé par les instances du Parti national et le projet s'imposa au gouvernement. 
En 1980, Mike Ahern se porta candidat au poste vacant de vice-président du Parti national pour assurer son entrée au cabinet gouvernemental. Craignant d'avoir Ahern comme adjoint et rival, Bjelke-Petersen décida de lui offrir le portefeuille de ministre des Mines tout en faisant nommer son propre candidat, Vic Sullivan, au poste de vice-président. Les autres portefeuilles détenus par Ahern au cours de sa carrière ministérielle ont été ceux de ministre des Industries primaires, ministre de l'Industrie, ministre des petites entreprises et de la technologie et ministre de la santé et de l'environnement. Ahern était significativement plus jeune que la plupart de ses collègues du gouvernement et était le seul membre du cabinet diplômé de l'enseignement supérieur. 
À la fin des années 1980, Sir Joh Bjelke-Petersen (il avait été anobli en 1984) commença à être compromis par l'échec de la désastreuse campagne "Joh pour Canberra" qui, organisée par la section du Queensland du parti National, avait eu pour objectif de faire élire Joh Bjelke-Petersen premier ministre fédéral et la mise en route d'une commission d'enquête sur la corruption et autres questions du gouvernement présidée par le juge Tony Fitzgerald. Face à la pression interne de son parti le poussant à démissionner, Sir Joh annonça en octobre 1987 qu'il se retirerait en 1988 après avoir accueilli l'Expo '88. 
Peu de temps après, Sir Joh apporta son soutien à une proposition de voir construire le plus haut bâtiment du monde près de la gare centrale de Brisbane, proposition récusée par le Conseil municipal de la ville de Brisbane et de nombreux autres secteurs publics. Face également aux objections rencontrées au sein de son propre parti, Sir Joh rencontra Sir Walter Campbell le gouverneur du Queensland, en novembre, et lui demanda de lui permettre d'exclure les dissidents de son gouvernement. Finalement, Campbell accepta le 24 novembre de lui permettre de démettre Ahern et deux autres ministres. 
Sir Joh refusa d'organiser une réunion du parti pour permettre à ses adversaires de déposer une demande de changement de leader de sorte que ce fut le comité de gestion du Parti national qui en convoqua une pour le 26 novembre. Sir Joh boycotta cette réunion, qui élut Ahern chef du Parti national et refusa de démissionner de son poste de premier ministre pendant une semaine, avant de finalement accepter de démissionner le 1er décembre. 

### Premier ministre
Nommé premier ministre, Mike Ahern eut devant lui un parti national de plus en plus déchiréentre les partisans de Bjelke-Petersen et les opposants, et une enquête qui, régulièrement, apportait de nouvelles révélations de corruption de hauts fonctionnaires pendant le mandat de Bjelke-Petersen. Le commissaire de police Terry Lewis et plusieurs anciens ministres du cabinet furent forcés de quitter leur poste et reconnus coupables des accusations portées contre eux. Ahern promit de suivre les recommandations de l'enquête. Pendant ce temps, Bjelke-Petersen travaillait activement à déstabiliser le gouvernement de l'extérieur du Parlement. 
Mike Ahern fit part de son intention de réformer la fonction publique et le Parlement mais les appels à la résistance empêchèrent d'abolir le système de découpage arbitraire des circonscriptions qui favorisaient le Parti national. Ahern présenta également une loi relative aux violences conjugales et créa la Southbank Corporation pour réaménager le site de l'Expo '88 (devenue maintenant  South Bank Parklands). Ahern supervisa le licenciement parlementaire du juge de la Cour suprême du Queensland, Angelo Vasta, qui avait été durement mis en cause dans certaines conclusions de l'enquête Fitzgerald. 
La publication des résultats de l'enquête Fitzgerald en 1989 a été gravement préjudiciable au parti National, et bien qu'Ahern n'ait été impliqué dans aucune forme de corruption, des partisans extrémistes de Bjelke-Petersen lui reprochèrent sa faiblesse présumée et ses hésitations qui engloutissaient le Parti national. Le 22 septembre 1989, Russell Cooper, contesta avec succès la place d'Ahern à la direction du parti. 
Battu, Mike Ahern démissionna du Parlement et mena une carrière privée prospère. Le parti National a perdu l'élection à peine deux mois plus tard, mettant fin à 32 ans de gouvernement continu du parti national.